# Bottosaurus
Bottosaurus es un género extinto de crocodílido. Sus especímenes se han encontrado en Nueva Jersey, Carolina del Norte, Carolina del Sur y Colorado, Estados Unidos. Tenía unos osteodermos gruesos característicos que carecían de las perforaciones de muchos otros crocodilianos. Sus inusuales dientes romos y cónicos tribodóntidos, aptos para aplastar son el material diagnóstico más común en fosilizarse y en ser encontrado, aunque los dientes de la parte posterior de la mandíbula tendían a estar más comprimidos lateralmente como los de otros cocodrilos relacionados. Los dientes tienen una superficie acanalada de esmalte dental y anillos anuales de crecimiento con bordes verticales corriendo hacia abajo. Una corta y enorme mandíbula que es casi circular en sección transversal es evidente en los restos preservados de la especie tipo, B. harlani.
El género es hallado predominantemente en los estratos del Cretácico Superior de la etapa del Maastrichtiense, tales como los de la Formación Hornerstown, la Arenisca de Nueva Jersey y la Formación Laramie. Material adicional se ha encontrado en la Formación Rhems y la Formación Williamsburg del Grupo Black Mingo de la planicie costera de Carolina del Sur que datan de las etapas del Daniense y el Tanetiano de la época del Paleoceno respectivamente, lo que muestra que Bottosaurus sobrevivió a la extinción masiva del Cretácico-Terciario y vivió durante buena parte del inicio del período Paleógeno en estas localidades antes de extinguirse finalmente al final del Paleoceno.